# Fribytaren
Fribytaren var en tidskrift utgiven i Halmstad 15 oktober 1933 till 15 januari 1945. Fullständiga titeln var Halmstadtidningen / Fribytaren, organ för fria gruppen.

## Redaktion och tryckning
Redaktionen som leddes av ansvarige utgivaren och redaktören, sjökaptenen Tage Isidor Jönsson i Halmstad. Denne var också förlag för tidningen, alltså ägare. Tidningens politiska tendens var formellt opolitisk, men tyskvänlig 1933, dvs vänligt inställd till Tredje riket. Hela utgivningstiden kom tidningen 1 gång i månaden.
Tidningen trycktes bara i svart med antikva med 4 sidor till slutet av 1944, sen sista året med upp till 8 sidor. Satsytan var dagstidningsformat 51 x 34 cm först sedan 1944-1945 bara 36 x 24, ett tabloidformat. Prenumerationen kostade 3 kronor om året alla utgivningsåren. Tidningens upplaga var 2000 exemplar 1943.
Tryckeri var 1933-1937 Tidningen Hallands tryckeri, sedan 1937-1943 B. Brovalls boktryckeri i Halmstad. 1943-1944 Nilsson & Hoff boktryckeri i Halmstad, och från mars 1944 till augusti 1944 G. Nilssons boktryckeri i Halmstad. Sedan ville inget tryckeri i Halmstad ha uppdraget och de sista numren trycks i Osby på E. Hultbergs boktryckeri.